# The Biscats
The Biscats（ザ・ビスキャッツ）は、日本のロカビリーバンド。バンドの合言葉は「今の時代に合った新しいロカビリーを作って、再びブームを起こす」こと。

## メンバー
- Misaki（青野美沙稀）（あおの みさき ） - ボーカル担当。神奈川県出身。血液型O型。身長：163cm。
- Kenji（ケンジ） -リーダー、ギター担当。和歌山県出身。血液型B型。
- Suke（スケ） - ウッドベース担当。レフティ。奈良県出身。血液型B型。

### 旧メンバー
- Ikuo（イクオ） - ドラム担当。大阪府出身。血液型O型。

## 略歴
- 2016年 - 10月 1980年代のロカビリーバンドBLACK CATS、MAGICのドラマー久米浩司（青野浩司）の娘である[2]青野美沙稀はモデル/ソロシンガーとして活動していたが、自身のルーツを見直しロカビリーのライブをする為にメンバーを探し、大阪のロカビリーバンドCHICKEN THE SUN（Vo/Gt/TOMO,Gt/KENJI,Wb/SUKE,Dr/YUJI）[3]と、Manipulatorとして元LGYankeesのDJ No.2に連絡して「東京に来て一緒にライブしてもらえないかな?」と誘い、サポートバンドとして一緒に活動を開始した。
- 2016年 - 11月22日 原宿アストロホールにて、『青野美沙稀1959 〜Magical Rockabilly Night〜リリースパーティー』開催[4]。
- 2017年 - 11月22日 青野美沙稀ミニアルバム「Sweet Devil」リリース。
- 2018年 - 2月 CHICKEN THE SUNはギターボーカルTOMO_OKAZAKIとドラムスYUJIの脱退に伴い解散する。サポートバンドの後任ドラムには、以前KENJIとバンド(GERBILS、CHICKEN THE SUN）を組んでいた育男(IKUO)が復帰[5]し、後のThe Biscatsのラインナップが揃う。
- 2018年 - 5月25日 青野美沙稀 and The Jackpot（KENJI,SUKE,IKUO）として活動[6]。DJ No.2と引き続き（8月7日頃まで）ライブ活動をする。
- 2019年 - 3月31日 渋谷WWWでのMisaki & The Jackpotのワンマンライブツアーファイナルにて、2019年4月より青野美沙稀＆THE JACKPOTが「The Biscats」として活動する事を発表[7][8]。今の時代にロカビリーを継承したいという思いから、50年代にロカビリーが始まり80年代にリバイバルブームが起き、もう一度ブームを巻き起こしたくて“繰り返す＝ビス”とロカビリーバンドの名前で散見される“キャッツ”（ジャズの愛好家、特に1940年代初頭のビバップを意味するhepcatに由来)をくっつけてThe Biscatsと名付けられた[9]。
- 2019年 - 4月18日-21日 アメリカラスベガスでのロカビリー・フェス『VIVA LASVEGAS ROCKABILLY WEEKEND #22』に出演[10]。The Biscatsとしての初ステージ。
- 2020年 - 3月25日 ミニアルバム「Catʻs Style」でデビュー。
- 2020年 - 4月17日 コロナ禍の中で、音楽ができることを追求。The Biscats Channelに名曲をロカビリーアレンジしたカバー動画の投稿を開始[11]。
- 2020年 - 10月25日 青山RiZMにて、『The Biscats Release Party “ROCK'A BEAT from TOKYO vol.1”』開催。
- 2021年 - 8月9日 公式HP、公式YouTubeにてドラムスIKUOの脱退を発表[12][13]。耳の治療に専念する為で、8月28日TSUTAYA O-EASTでのイベントライブ『ロッケンローサミット』が最後のステージになった。
- 2021年 - 10月2日、The Biscats tour2021 sweet jukebox が大阪からスタート全国7ヶ所を回る
- 2021年 - 12月18日、ツアーファイナル福岡にてファンの人達をキャッさんと命名する。(構想に2年半かかった)
- 2022年 - 2月8日、初の主催イベント『ROCKABILLY FESTIVAL 2022』を東京・渋谷 club asiaにて開催[14]。
- 2022年 - 4月16日、アメリカラスベガスでのロカビリー・フェス『VIVA LAS VEGAS ROCKABILLY WEEKEND #25』に出演[15]。
- 2022年 - 5月22日、The Biscats tour 2022 ハジけちゃってSummertimeが宮城県仙台市からスタートし全国11ヶ所を回る
- 2022年 - 7月10日～12月17日ファンクラブサイトFaniconにて『ロカってるナイト2』が放送される
- 2023年 - 3月1日 ファンクラブサイトfaniconにて毎月1日に『ロカってるナイト3.5』がスタート（ライブ等と重なった場合は次の日に）
- 2023年 - 5月14日、The Biscats X ウルトラ寿司ふぁいやー 2MAN LIVE 「Harmony & Rockabilly Night」を東京・渋谷LIVE STAGE GUILTYにて開催[16]。
- 2023年 - 7月12日、シングル『ノッてけ！Sunday』をリリース[17]。8月2日発表 週間USEN HIT J-POPランキング 第3位[18]。
- 2023年 - 8月23日、カバーアルバム『J-BOP SUMMER』を配信リリース、8月30日にCDリリース[19][20]。
- 2024年 - 1月24日、初のバラード・シングル「あなたへ」を配信リリース。同日にミュージック・ビデオも公開[21]。
- 2024年 - 2月9日、全国ツアー"ノッてけ！J-BOP SUMMER"のファイナル公演にて、2024年8月10日に渋谷公会堂（LINE CUBE SHIBUYA）でのワンマン・ライヴ "The Biscats SPECIAL LIVE「ロカビリーナイト」"を開催することを発表[22]。
- 2024年 - 4月3日、シングル『純愛クレイジー』をリリース。MAD3のEddieが初のMVプロデュースを手掛ける[23][24]。
- 2024年 - 5月11日、「横浜銀蝿 斗璃美勇徒 笛洲帝罵琉 全員集合！Ginbae Tribute Festival! 」(KT Zepp Yokohama)に出演[25]。
- 2024年 - 6月1日、「百万石音楽祭2024〜ミリオンロックフェスティバル〜」（石川県産業展示館）に出演[26]。
- 2024年 - 7月2日、初ストリートライブ（東京・新宿）を敢行[27][28]。
- 2024年 - 8月4日、2回目のストリートライブ（東京・新宿）を敢行[29]。
- 2024年 - 8月5日、YouTubeにてカバー楽曲200曲目に到達[30]。
- 2024年 - 8月7日、ベストアルバム『The Biscats BEST 2019〜2024』[31]、MVコレクション『The Biscats MV Collection 2019〜2024』[32]をリリース[33]。
- 2024年 - 8月10日、LINE CUBE SHIBUYA(渋谷公会堂)にて、The Biscats SPECIAL LIVE『ロカビリーナイト』を開催[34][35][36]。
- 2024年-8月25日、東北大震災チャリティイベント『#13 wanted biker touring 』(宮城県女川市wac女川スタジアム)に出演
- 2024年 -10月25日～26日、韓国にて『ASIAN ROCKABILLY FESTIVAL オープニングパーティー』『ASIAN ROCKABILLY FESTIVALに出演
- 2024年 -10月30日、シングル『メッセージ』をリリース[37]。作詞：Misaki, 作曲：Kenji, ジャケットイラスト：Sukeが担当。『メッセージ』とともに『時の流れに身をまかせ(cover)』も収録[38][39]。
- 2024年 -11月3日、全国ツアー『The Biscats TOUR 2024〜2025『ロカビリーナイト』』をMisakiの地元・横浜のReNY betaからスタート[40]。
- 2024年 -11月27日、The Biscats 『ロカビリーナイト』LIVE  Blu-ray を発売[41]。
- 2024年 - 11月30日、ラジオFM FUJI『ロカってるナイト3』が放送100回目を迎える。100回目を記念して生電話リクエストを敢行
- 2025年 - 6月11日、9thSGとして初の両A面『Right Now!! / がんばロカビリー』発売　9つの企画も進行中[42]
- 2025年 - 6月14日、 『Right Now!! / がんばロカビリー』リリースイベントがヴィレッジヴァンガード豊明ポルト店で行われる
- 2025年 - 6月15日、がんばロカビリー企画第二弾においてYouTube9時間生配信を敢行[44]
- 2025年 - 6月22日、韓国・仁川アートプラットフォームにて開催された『1901 LIVE ROAD FESTA』に出演[43]

## ディスコグラフィー

### シングル
1. Sweet Jukebox／Do You Wanna Dance?（2021年10月1日）
2. ハジけちゃって!Summertime／Twist Again（2022年5月11日）
3. ジレンマ（2022年11月23日・配信）
4. ノッてけ！Sunday／フォンダンショコラな恋心／Sweet&Spicy Daling.（2023年7月12日）
5. あなたへ（2024年1月24日・配信）
6. 純愛クレイジー（2024年4月3日・配信）
7. Goody Goody Girl（2024年7月3日・配信）
8. メッセージ／時の流れに身をまかせ（cover）（2024年10月30日）
9. Right Now!!／ がんばロカビリー (2025年6月11日)

### ミニアルバム
1. Catʻs Style（2020年3月25日）

### EP
1. Teddy Boy feat. TeddyLoid（2020年10月14日）

### アルバム
1. The Biscats（2022年7月20日）

### カバーアルバム
1. J-BOP SUMMER（2023年8月23日（配信）、2023年8月30日（CD））[44]

### ベストアルバム
1. 『The Biscats BEST 2019〜2024』(2024年8月7日(CD))[31][33]

### MV Collection
1. 『The Biscats MV Collection 2019〜2024』(2024年8月7日(Blu-ray))[32]

### 配信シングル
1. ハートのエース（2020年2月23日）
2. take away（2020年3月6日）
3. Teddy Boy feat. TeddyLoid（2020年7月31日）
4. Sweet Jukebox（2021年10月1日）
5. Do You Wanna Dance?（2021年10月1日）
6. ハジけちゃって!Summertime／Twist Again（2022年5月11日）
7. My Hometown（2022年6月17日）
8. ラストサマーデイ（2022年7月8日）
9. ジレンマ（2022年11月23日）
10. ノッてけ！Sunday／フォンダンショコラな恋心／Sweet&Spicy Daling.（2023年7月12日）
11. 世界でいちばん熱い夏（2023年7月26日）
12. ジュリアに傷心（2023年8月9日）
13. あなたへ（2024年1月24日）
14. 純愛クレイジー（2024年4月3日）
15. Goody Goody Girl（2024年7月3日）
16. メッセージ／時の流れに身をまかせ(cover)（2024年10月30日）
17. Right Now!!／ がんばロカビリー (2025年6月11日)

### 参加作品
- 『仏恥義理 斗璃美勇徒 Ginbae Family Tribute Album』(横浜銀蝿トリビュートアルバム／2024年5月8日) M-6「ぶりっこROCK’N ROLL」

### 青野美沙稀
- 1959 〜Magical Rockabilly Night〜（2016年11月23日、ユニバーサルGEAR）CDミニアルバム
- Sweet Devil（2017年11月22日、ユニバーサルGEAR）CDミニアルバム
- Diamonds/ブルーベリー・ナイト原宿（2018年7月25日、Jewel-entertainment/JET SET）7"シングルレコード

LINE スタンプ（The Biscats）
1.The Biscats（ROCK'A BEAT TOKYO）
2.The Biscats vol.2（ROCK'A BEAT TOKYO）
LINE スタンプ（青野美沙稀）
1.青野美沙稀 -Hybrid Rockabilly Gir!!-（ROCK'A BEAT TOKYO）
2.青野美沙稀 マジカルロカビリースタンプ（ユニバーサルミュージック合同会社）
3.青野美沙稀（ROCK'A BEAT TOKYO）

## タイアップ一覧
| 使用年      | 曲名                         | タイアップ                                                                                        |
| ----------- | ---------------------------- | ------------------------------------------------------------------------------------------------- |
| 青野美沙稀  |                              |                                                                                                   |
| 2017年      | Diamonds                     | 九州朝日放送『ドォーモ』10月度エンディングテーマ                                                  |
| 2018年      | ブルーベリーナイト・原宿     | 仙台放送『あらあらかしこ』3月エンディングテーマ                                                   |
| 2018年      | Diamonds                     | 「仙台放送presents みやぎ超!!元気まつり2018」CMソング                                             |
| The Biscats |                              |                                                                                                   |
| 2020年      | ハートのエース               | トライアンフ「THRUXTON RS」テーマソング                                                           |
| 2020年      | take away                    | テレビ神奈川（tvk）『音楽缶』4月度テーマソング                                                    |
| 2020年      | 恋はあせらず                 | アイディアファクトリー社ゲーム「キューピット・パラサイト」オープニングテーマ                      |
| 2020年      | magic hour                   | アイディアファクトリー社ゲーム「キューピット・パラサイト」エンディングテーマ                      |
| 2020年      | Hot and Cool feat. TeddyLoid | テレビ神奈川（tvk）『関内デビル』10月度エンディングテーマ                                         |
| 2020年      | Teddy Boy feat. TeddyLoid    | 読売テレビ・日本テレビ系『にけつッ!!』11・12月度エンディングテーマ                                |
| 2021年      | Sweet Jukebox                | TBS系『王様のブランチ』10月度エンディングテーマ                                                   |
| 2022年      | ハジけちゃって!Summertime    | 日本テレビ系『バズリズム02』5月オープニングテーマ                                                 |
| 2022年      | ハジけちゃって!Summertime    | 日本海テレビ『オンガクお嬢Remix』6月エンディングテーマ                                            |
| 2022年      | ハジけちゃって!Summertime    | 福島中央テレビ『二畳半レコード』6月エンディングテーマ                                             |
| 2022年      | My Hometown                  | 全国音楽情報TV『MUSIC B.B.』7月度OPENINGレコメンド                                                |
| 2022年      | ラストサマーデイ             | 中京テレビ・日本テレビ系『オードリーさん、ぜひ会ってほしい人がいるんです。』8月エンディングテーマ |
| 2022年      | ジレンマ                     | フジテレビ系『Love music』12月度オープニングテーマ                                                |
| 2023年      | フォンダンショコラな恋心     | Nintendo Switch用ソフト『キューピット・パラサイト -Sweet & Spicy Darling.-』オープニング・ソング  |
| 2023年      | Sweet & Spicy Darling.       | Nintendo Switch用ソフト『キューピット・パラサイト -Sweet & Spicy Darling.-』エンディング・ソング  |
| 2023年      | ノッてけ!Sunday              | テレビ東京系『開運!なんでも鑑定団』7月エンディングテーマ                                          |
| 2024年      | 純愛クレイジー               | テレビ神奈川（tvk）『音楽缶』4月オープニングテーマ                                                |
| 2024年      | 時の流れに身をまかせ         | ダリヤヘアカラーリング剤『サロンドプロ』CMソング ※テレサ・テンの楽曲をカバー                      |
| 2025年      | Right Now!!                  | 全国音楽情報TV『MUSIC B.B.』7月度OPENINGレコメンド                                                |

## メディア出演

### ラジオ
- ブルーベリーナイト☆（2018年4月3日-2020年12月29日、bayfm）火曜 24:30 - 25:00、メインパーソナリティーは青野美沙稀
- ロカってるナイト(2021年9月6日-2022年7月3日、stand FM)
- ロカってるナイト3（2023年1月7日- 、 FM FUJI）土曜 22:30 - 23:00

### テレビ
- ROCK'A BEAT TOKYO（2020年10月1日 - 、BS12 トゥエルビ）木曜 26:30 - 27:00

### テレビドラマ
- 連続テレビ小説『エール』最終週（NHK総合 ほか）

### CM
- Sapporo Canada's 2024 Campaign (2024年)[64][65]